# Angus Wall
Angus Alexander Wall (15 de março de 1967) é um editor e projetista de créditos norte-americano. Wall colabora frequentemente com o também editor Kirk Baxter nos filmes dirigidos por David Fincher; juntos eles já venceram o Oscar de Melhor Edição em duas ocasiões, por The Social Network e The Girl with the Dragon Tattoo. Além de trabalhar como editor, Wall trabalha como diretor criativo e projetista de créditos principais com sua companhia Elastic, já tendo vencido o Primetime Emmy Award de Melhor Projeto de Créditos Principais pelas séries Carnivàle e Game of Thrones.

## Carreira
Wall se formou no Bowdoin College em 1988. Em 1992, ele e Linda Carlston criaram a companhia Rock Paper Scissors, uma firma editorial que já criou vários comerciais para a Nike, HP e BMW. Além da Rock Paper Scissors, Wall também possui outras duas companhias: a a52 VFX, que trabalha com efeitos especiais para comerciais e séreis de televisão, e a Elastic, companhia de animação que também projeta sequências de créditos principais para séries de televisão. Junto com a Elastic, Wall criou as elogiadas sequências de abertura das séries de televisão Carnivàle e Game of Thrones, vencendo o Primetime Emmy Award de Melhor Projeto de Créditos Principais pelos dois trabalhos; ele também recebeu outras duas indicações pelos créditos de Big Love e Rome.
Wall frequentemente trabalha como editor dos filmes dirigidos por David Fincher. Seu relacionamento com Fincher começou em 1988, quando ele entreou na indústria do entretenimento. Wall editou alguns comerciais dirigidos por Fincher, e então editou a sequência de créditos iniciais de Se7en. Ele se tornou "consultor de edição" no filme seguinte de Fincher, Fight Club, que foi editado por James Haygood, e então coeditou Panic Room com Haygood. Wall se tornou o único editor em Zodiac, com Kirk Baxter trabalhando como "editor adicional". Quando Fincher começou a fazer The Curious Case of Benjamin Button, Wall propôs ao diretor que ele e Baxter editassem o filme juntos, e Fincher concordou. Wall e Baxter foram indicados ao Oscar de Melhor Edição por The Curious Case of Benjamin Button, e venceram o prêmio pelos dois projetos seguintes de Fincher: The Social Network e The Girl with the Dragon Tattoo.